# Новоуйское сельское поселение
Новоуйское се́льское поселе́ние — муниципальное образование в Седельниковском районе Омской области Российской Федерации.
Административный центр — село Новоуйка.

## История
Статус и границы сельского поселения установлены Законом Омской области от 30 июля 2004 года № 548-ОЗ «О границах и статусе муниципальных образований Омской области».

## Население
| 2010 | 2011 | 2012 | 2013 | 2014 | 2015 | 2016 |
| ---- | ---- | ---- | ---- | ---- | ---- | ---- |
| 552  | →552 | ↘548 | ↘547 | ↘526 | ↘521 | ↘499 |
| 2017 | 2018 | 2019 | 2020 | 2021 | 2023 |      |
| ↘461 | ↘435 | ↘420 | ↘407 | ↘349 | ↘327 |      |

## Состав сельского поселения
| № | Населённый пункт | Тип населённого пункта       | Население |
| - | ---------------- | ---------------------------- | --------- |
| 1 | Короленка        | деревня                      | ↗214      |
| 2 | Лилейка          | деревня                      | ↘104      |
| 3 | Новоуйка         | село, административный центр | ↗210      |
| 4 | Эстонка          | деревня                      | ↘24       |